# Frazer (Montana)
Frazer es un lugar designado por el censo ubicado en el condado de Valley en el estado estadounidense de Montana. En el Censo de 2010 tenía una población de 362 habitantes y una densidad poblacional de 84,71 personas por km².

## Geografía
Frazer se encuentra ubicado en las coordenadas 48°2′56″N 106°2′55″O / 48.04889, -106.04861. Según la Oficina del Censo de los Estados Unidos, Frazer tiene una superficie total de 4.27 km², de la cual 4.2 km² corresponden a tierra firme y (1.64%) 0.07 km² es agua.

## Demografía
Según el censo de 2010, había 362 personas residiendo en Frazer. La densidad de población era de 84,71 hab./km². De los 362 habitantes, Frazer estaba compuesto por el 3.59% blancos, el 0% eran afroamericanos, el 95.3% eran amerindios, el 0% eran asiáticos, el 0% eran isleños del Pacífico, el 0.55% eran de otras razas y el 0.55% pertenecían a dos o más razas. Del total de la población el 1.93% eran hispanos o latinos de cualquier raza.